# Iraj Danaeifard
Iraj Danaeifard (Teherán, 1951. március 11. – Siráz, 2018. december 12.) iráni válogatott labdarúgó.
1977 és 1980 között 17 alkalommal szerepelt az iráni válogatottban és három gólt szerzett. Részt vett az 1978-as argentínai világbajnokságon.